# East Logan (Dakota del Norte)
East Logan es un territorio no organizado ubicado en el condado de Logan en el estado estadounidense de Dakota del Norte. En el Censo de 2010 tenía una población de 263 habitantes y una densidad poblacional de 0,32 personas por km².

## Geografía
East Logan se encuentra ubicado en las coordenadas 46°28′25″N 99°19′13″O / 46.47361, -99.32028. Según la Oficina del Censo de los Estados Unidos, East Logan tiene una superficie total de 813.44 km², de la cual 789.34 km² corresponden a tierra firme y (2.96%) 24.09 km² es agua.

## Demografía
Según el censo de 2010, había 263 personas residiendo en East Logan. La densidad de población era de 0,32 hab./km². De los 263 habitantes, East Logan estaba compuesto por el 99.24% blancos, el 0% eran afroamericanos, el 0.38% eran amerindios, el 0% eran asiáticos, el 0% eran isleños del Pacífico, el 0% eran de otras razas y el 0.38% pertenecían a dos o más razas. Del total de la población el 0.76% eran hispanos o latinos de cualquier raza.